# میشل ۱۳۴۸
سیارک ۱۳۴۸ (به انگلیسی: 1348 Michel، نامگذاری:1933FD) هزار و سیصد و چهل و هشتمین سیارک کشف شده‌است که در ۲۳ مارس ۱۹۳۳ کشف شد.
قدر مطلق سیارک برابر ۱۱٫۴۰ است.